# Спишска-Нова-Вес (хоккейный клуб)
«Спишска-Нова-Вес» (словац. HK Noves okná Spišská Nová Ves) — профессиональный хоккейный клуб из города Спишска-Нова-Вес, Словакия. Основан в 1934 году. Выступает в Словацкой Экстралиге.

## Достижения
Словацкая экстралига
- Бронзовый призёр (1): 2023

Словацкая первая лига
- Чемпион (4): 1996, 2002, 2009, 2021
- Серебряный призёр (3): 2007, 2008, 2015
- Бронзовый призёр (1): 2011

## Известные игроки
- Мартин Штрбак
- Игор Либа
- Ладислав Карабин
- Павол Рыбар
- Станислав Ясечко